# Solid Beat
『Solid Beat』（ソリッド・ビート）は・Janne Da Arcのベーシストであるka-yuが本名の松本和之としてリリースしたミニアルバム。音楽形態はスリーピースロックバンド、ka-yu本人はボーカル&ベースを担当。2007年8月15日リリース。

## 内容
- 完全限定生産盤には収録曲である『Greed or Purity』のPVとレコーディングから打ち合わせまでのオフショットを収録したDVDが付属。
- 通常盤の初回生産盤にはステッカーが封入。
- 本アルバム収録曲の歌詞は全てが英詞である。
- シークレットトラックとして教則DVD「ka-yu 直伝 REAL ROCK BASS」に収録されている『TRUTH』が収録されている。ラストトラック、『Out of my control』が終わった後に『TRUTH』の演奏が始まる。
- レコーディング、PVには、ギターに原田喧太、ドラムスにRyuが参加。

## 収録曲

### CD
1. Greed or Purity
2. Now or Never
3. The Shadow
4. BREAK OUT
5. Wherever
6. Out of my control

### DVD
1. Greed or Purity【music clip】
このPVのエキストラ役は一般から公募された人々が演じている。
2. OFF SHOT【Solid Beat】